# Distretto di El Oued
Il distretto di El Oued è un distretto della provincia di El Oued, in Algeria. Prende il nome dal suo capoluogo, El Oued.

## Comuni
Il distretto di El Oued comprende 2 comuni:
- El Oued
- Kouinine